# Penianthus camerounensis
Espèce
Penianthus camerounensis A.Dekker est une espèce de plantes à fleurs de la famille des Menispermaceae et du genre Penianthus,. C'est un arbre originaire d'Afrique tropicale.
C'est un arbre d'environ 8 m de haut, qu'on retrouve au Cameroun (Mont Fébé) et cultivé à Wageningen en Hollande. Il se trouve dans les forêts pluvieuses, à 1 200 m d'altitude.
Les premiers spécimens ont été récoltés par le botaniste néerlandais F.J. Breteler le 19 septembre 1961 sur le mont Fébé, dans la région du Centre, à 3 km au nord-ouest de Yaoundé, à une altitude d'environ 950 m. Ces données ont été validées par A.J.F.M. Dekker en 1982, qui a publié son travail l'année suivante.

## Taxinomie
Penianthus camerounensis est un nom non résolu, c'est-à-dire que ce n'est ni un nom accepté, ni un synonyme.